# Víctor Gelu
Víctor Gelu (Marsella, 1806 - Ròcavaira, Provença 1885) fou un escriptor en occità. Fill d'una família de petits burgesos, se'l considera el poeta obrer per excel·lència. Publicà la novel·la humorística Nouvé Granet (1856), on ataca amb força Napoleó III, raó per la qual hagué de fugir sovint. Esperit independent, tot i que fou convidat per Frederic Mistral al Congrés de poetes provençals d'Arles del 1852, se situà fora del Felibritge, al qual atacà pel seu dilettantisme. Els seus poemes reflecteixen i defensen l'artesania; el seu llenguatge poètic és vigorós i força elaborat.

## Obres
- Fenhant e Gromand (1838)
- Nové Granet (1856)
- Bléume (1838)
- Demòni (1855)
- Cançons provençals (1840-1855).